# From a Whisper to a Scream (film)
From a Whisper to a Scream sau The Offspring este un film antologie de groază din 1987 co-scris și regizat de Jeff Burr. Rolurile principale au fost interpretare de Vincent Price, Susan Tyrrell, Clu Gulager, Terry Kiser, Harry Caesar, Rosalind Cash, Cameron Mitchell și Martine Beswick.

## Distribuție
Povestea principală
- Vincent Price - Julian White
- Susan Tyrrell - Beth Chandler
- Martine Beswick - Katherine White
- Lawrence Tierney - Warden
- Thomas Nowell - Andrew

Segmentul "Stanley"
- Clu Gulager - Stanley Burnside
- Megan McFarland - Grace Scott
- Miriam Byrd-Nethery - Eileen Burnside
- Terence Knox - Burt

Segmentul "On the Run"
- Terry Kiser - Jesse Hardwick
- Harry Caesar - Felder Evans
- Katherine Kaden - Mary Hardwick
- Gene Witham - Jack McCoy
- Tommy Burcher - Lester McCoy

Segmentul "Lovecraft's Traveling Amusements"
- Rosalind Cash - Snakewoman
- Ron Brooks - Steven Arden
- Didi Lanier - Amarrillis Caulfield
- Angelo Rossitto - Tinker
- Barney Burman - No Face

Segmentul "Four Soldiers"
- Cameron Mitchell - Sgt. Gallen
- C. Jay Cox - Pike
- Leon Edwards - McBride
- Ashli Bare - Amanda